# 楊梅 (大字)
楊梅，原稱楊梅壢，是臺灣桃園市楊梅區的一個傳統地域名稱，也是全區行政中心與主聚落所在地，位於該區中部偏東南。相較於今日行政區，其範圍大致包括楊梅里、楊江里、梅新里、紅梅里、永寧里西半部、秀才里東端中段。

## 歷史
台灣清治末期至日治初期，楊梅地區為一街庄，稱為「楊梅壢庄」，隸屬於竹北二堡。該庄輪廓南北狹長，東北與大金山下庄為鄰，東與二重溪庄、老坑庄為鄰，南邊為汶水坑庄，西邊南段及中段為秀才窩庄、大平山下庄，西邊北段及北邊西段與水尾庄為鄰。
1901年（日治明治三十四年）11月，全台廢縣廳改設二十廳，該庄隸屬於桃仔園廳。1903年（明治三十六年），改名桃園廳。1909年（明治四十二年）10月，合併二十廳為十二廳，該庄隸屬不變。1920年（大正九年），廢十二廳改設五州二廳，該庄改制並改名為「楊梅」大字，隸屬於新竹州中壢郡楊梅庄。1941年，楊梅庄升格為楊梅街。
戰後楊梅街改制為楊梅鎮，隸屬於新竹縣，大字亦改制為里。1950年桃、竹、苗分治，楊梅鎮改隸屬於桃園縣。2010年8月，楊梅鎮因人口達15萬而改制為楊梅市。2014年12月，桃園縣升格為直轄桃園市，楊梅市改制為楊梅區。

## 交通
台鐵縱貫線大致以橫向經過楊梅地區北部，並設有楊梅車站，屬三等站，停靠部分自強號、莒光號班次及全部的區間車。
國道1號又稱「中山高速公路」，是台灣西部兩條縱向高速公路之一，大致以東北東－西南西走向經過楊梅地區中部，境內未設交流道，最近的是東邊省道台1線交會處的楊梅交流道，由此進入可快速前往台灣西部各地。
省道台1線又稱「縱貫公路」，是台北至屏東楓港的幹道，大致以橫向經過本地區中部偏北地帶，向東可前往中壢、桃園、龜山等地，向西可前往新豐、竹北、新竹等地。
市道115號是觀音至芎林的道路，大致以注音符號ㄕ字形經過本地區北部的楊梅市區，北側路段向西北可前往新屋、觀音等地，南側路段向西南可前往新埔、芎林，續行延伸道路過頭前溪橋可通往省道台68線（東西向快速公路－南寮竹東線）的芎林交流道。

## 學校
- 楊梅國中
- 楊梅國小
- 楊心國小

## 廟宇
- 錫福宮（三官大帝廟）
- 永寧里樟樹伯公（土地祠、樟樹公）

## 運動休閒
- 揚昇高爾夫鄉村俱樂部（部分）